# Kalwaria Zebrzydowska (przystanek kolejowy)
Kalwaria Zebrzydowska – przystanek kolejowy i posterunek odgałęźny w Kalwarii Zebrzydowskiej, w województwie małopolskim, w powiecie wadowickim.

## Ruch pasażerski
| Rok  | Wymiana pasażerska na dobę |
| ---- | -------------------------- |
| 2017 | 10-19                      |
| 2022 | 10-19                      |
| 2024 | 249-349                    |